# Lucius Iunius Brutus
Lucius Iunius Brutus  (? – Kr. e. 509) hagyományosan a Római Köztársaság alapítójának és az első consulnak tekintett politikus volt, a későbbi Iunius nemzetség ősapja, így a legismertebb Iunius, Marcus Iunius Brutus felmenője is.

## Életpályája
Apja neve Marcus Iunius Brutus, és bátyját is Marcus Iunius Brutusnak hívták. Életéről igen kevés konkrétum ismert, mivel a Brennus vezette fosztogatás (i. e. 390 vagy i. e. 387) alkalmával szinte minden korábbi feljegyzést megsemmisítettek. A hagyomány szerint Brutus vezette a felkelést az utolsó etruszk király, Tarquinius Superbus ellen, mivel annak fia meggyalázta egyik nőrokonát (Lucretia, aki az esemény után öngyilkosságot követett el). Titus Livius szerint a király a testvérét gyilkolta volna meg.
Brutus a király elűzése után a 300 főre bővített senatus kezébe adta a hatalmat, majd megválasztották az első két praetort. A consuli magistratum létrehozására csak néhány évtized múltán került sor, Róma első consulja Brutus lett, közösen egy Tarquiniusszal, ami talán a köztársaság kialakulása hagyományos képének felülvizsgálatára is okot adhat. Titus Livius szerint Róma városa ekkor esküt tett, hogy soha többé nem fogad el királyt maga felett.
Livius alapján Brutus a consuli évében halt meg az etruszkokkal (Arruns Tarquinius) vívott csatában.
Több kutató szerint Brutus consulsága csak későbbi megtoldása a consuli listáknak.

## A Capitoliumi Brutus

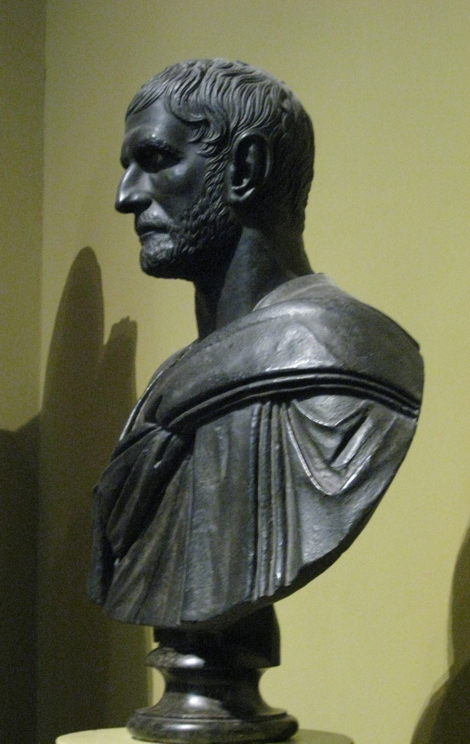
Az egykor Brutusénak tartott büszt profilból

A Capitoliumi Brutus néven ismert bronz  büsztöt sokáig  Lucius Junius Brutus szoborképmásának vélték és a Kr. e. 4. század vége - 3. század eleje időszakára datálták. Ma a keletkezését ennél sokkal korábbi időszakra teszik. A mellszobor talpazatát utólag, a reneszánsz korban készítették.